# Shenzhen Universiade Sports Centre
Shenzhen Universiade Sports Centre (chineză: 深圳大运体育中心; tradițională: 圳 大 运 拉育 中心), cunoscut și ca Shenzhen Universiade Centre, Longgang Universiade Sports Centre (chineză: 龙岗 大 运 体育 中心; tradițională: 龍崗大運體育中心) sau Stadionul Longgang (chineză: 龙岗体育场; tradițională: 龍崗 拉育場), este complex sportiv  multifuncțional Longgang, Shenzhen, Guangdong, China. Centrul sportiv a fost finalizat în 2011. Este folosit în principal pentru competițiile de fotbal și atletism și a găzduit câteva evenimente pentru Universiada de vară din 2011.
Stadionul are o capacitate de 60.334 de spectatori. Arena are o capacitate de 18.000 de spectatori. Centrul acvatic are o capacitate de 3.000 de spectatori.